# 太刀洗駅
太刀洗駅（たちあらいえき）は、福岡県朝倉郡筑前町高田にある甘木鉄道甘木線の駅。
当駅は三井郡大刀洗町ではなく、朝倉郡筑前町に位置する。また、近接の町名は「大」刀洗町であり、駅名の「太」刀洗と表記が異なる。太刀洗の所以は、1359年に起こった懐良親王・菊池武光と少弐頼尚との筑後大保原での決戦（筑後川の戦い）で、傷ついた菊池武光が刀についた血糊を川で洗ったことから、この名がついたといわれる。

## 歴史
1966年（昭和41年）、太刀洗飛行場跡にキリンビール福岡工場が開設され、同時に工場への原料搬入および工場からの製品出荷のため当駅と工場を結ぶ専用線が敷設された。この貨物輸送のため当駅では1984年（昭和59年）2月1日ダイヤ改正以降もしばらく貨物扱いを継続していたが、同年9月19日に貨物扱い、専用線とも廃止となった。

### 年表

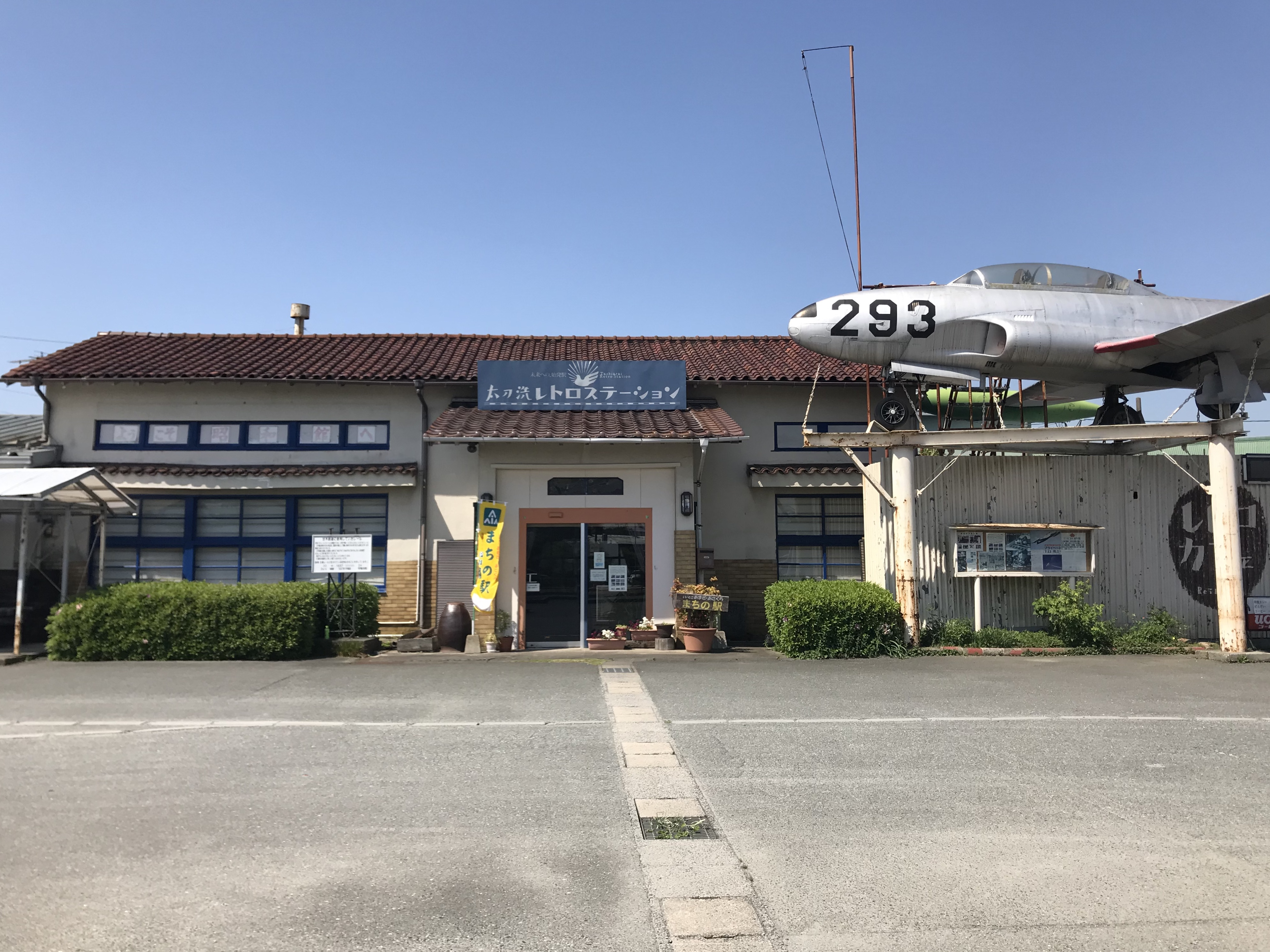
旧駅舎（現在の太刀洗レトロステーション、2018年4月）

- 1939年（昭和14年）4月28日：国鉄甘木線の基山駅 - 甘木駅間の開通に伴い開業[1]。大刀洗陸軍飛行場の正門前に設置されたため、最盛期には毎日1-2万人もの客が当駅で乗降したと言われる[2]。
- 1960年（昭和35年）4月25日：鉄道弘済会が駅業務を受託する業務委託駅となる[3][注釈 1]。
- 1972年（昭和47年）2月10日：荷物扱い廃止[4]。旅客の取り扱いについては駅員無配置駅となる[5]。
- 1984年（昭和59年）9月19日：貨物扱い廃止[1]。
- 1986年（昭和61年）4月1日：甘木鉄道に転換[6]。

## 駅構造
島式ホーム1面2線を有する地上駅。無人駅であり、ホームへは構内踏切を介して出入りする。戦前には旧日本陸軍の太刀洗飛行場があり、多くの側線や地下通路が駅構内に存在した。出入口にスロープはないため車椅子で利用する場合は介助が必要である。
なお、第三セクター化された際は、交換設備はなかったが、2003年（平成15年）に復活した。

### のりば
| ホーム | 路線    | 方向 | 行先           | 備考 |
| ------ | ------- | ---- | -------------- | ---- |
| 駅舎側 | ■甘木線 | 上り | 小郡・基山方面 |      |
| 反対側 | ■甘木線 | 下り | 甘木方面       |      |

※案内上ののりば番号は設定されていない。

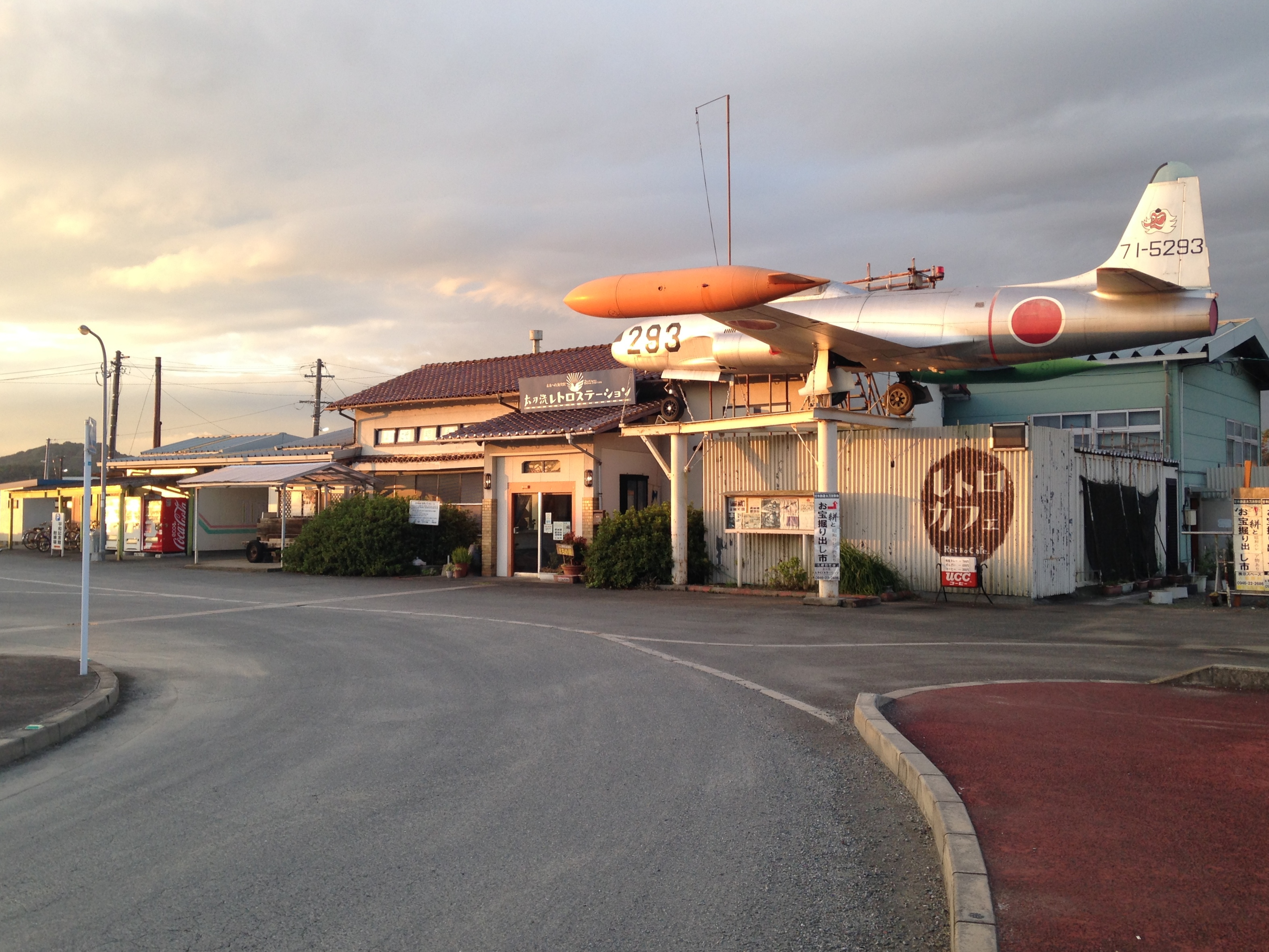
旧駅舎の左側に現在の駅入口がある 駅前の飛行機は航空自衛隊に所属していたT-33練習機（2015年11月）
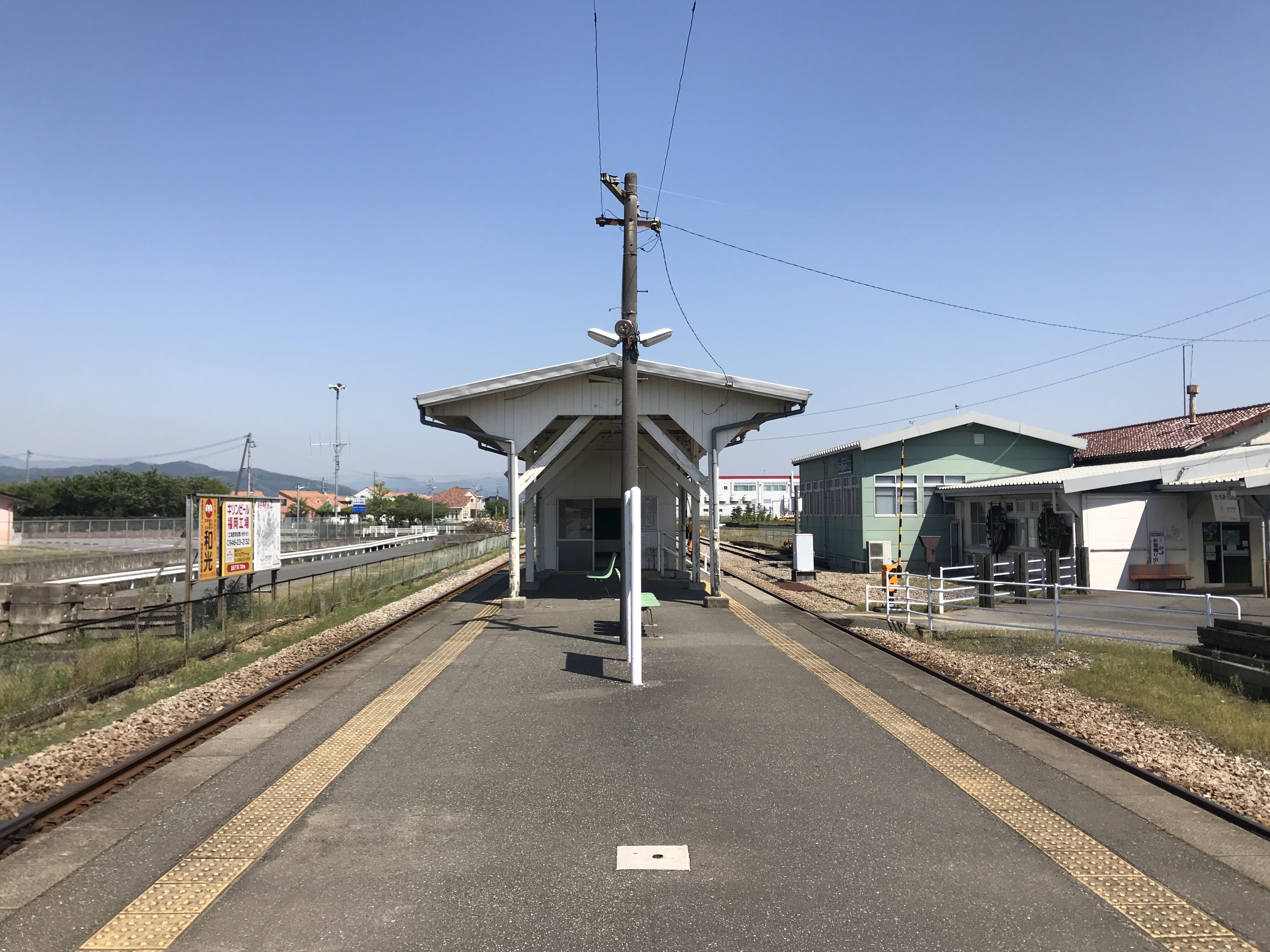
プラットホーム（奥は高田方面、2018年4月）

## 利用状況
| 乗車人員推移 | 乗車人員推移 |
| 年度         | 1日平均人数  |
| ------------ | ------------ |
| 2011年       | 208          |
| 2012年       | 210          |
| 2013年       | 199          |
| 2014年       | 225          |
| 2015年       | 243          |
| 2016年       | 216          |
| 2017年       | 221          |
| 2018年       | 234          |
| 2019年       | 260          |

## 駅周辺
筑前町の南端部に位置する。駅のすぐ南側を国道500号が通る。駅北側を大刀洗川が流れ、その北東には新興住宅地がある。
- キリンビール福岡工場
- 筑前町立大刀洗平和記念館 - 旧国鉄駅舎を利用した旧館は2008年（平成20年）12月閉館。駅前に新館が2009年（平成21年）10月3日開館。
- 太刀洗レトロステーション - 旧国鉄駅舎・旧筑前町立大刀洗平和記念館を利用して2009年（平成21年）10月3日開館。
- 大刀洗陸軍飛行場跡
- 三輪南公園
- ちくぜん少年大使館（南部地区コミュニティセンター）
- I-PEX大刀洗工場
- アスタラビスタ太刀洗店
- 社会福祉法人武光福祉会 菊水苑 - 老人ホーム
- オーケー食品工業大刀洗工場
- 国道500号
- 大刀洗川

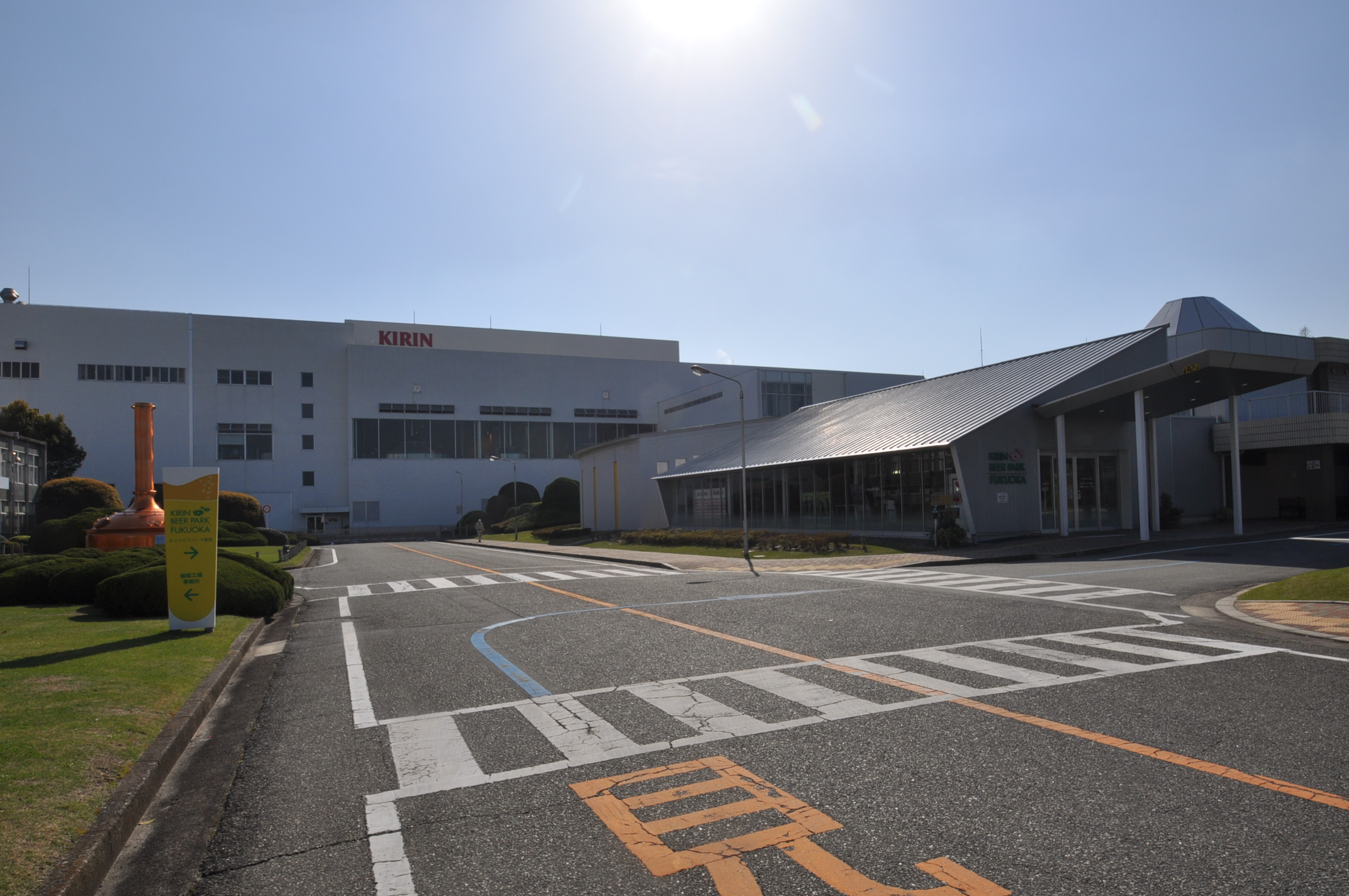
キリンビール福岡工場
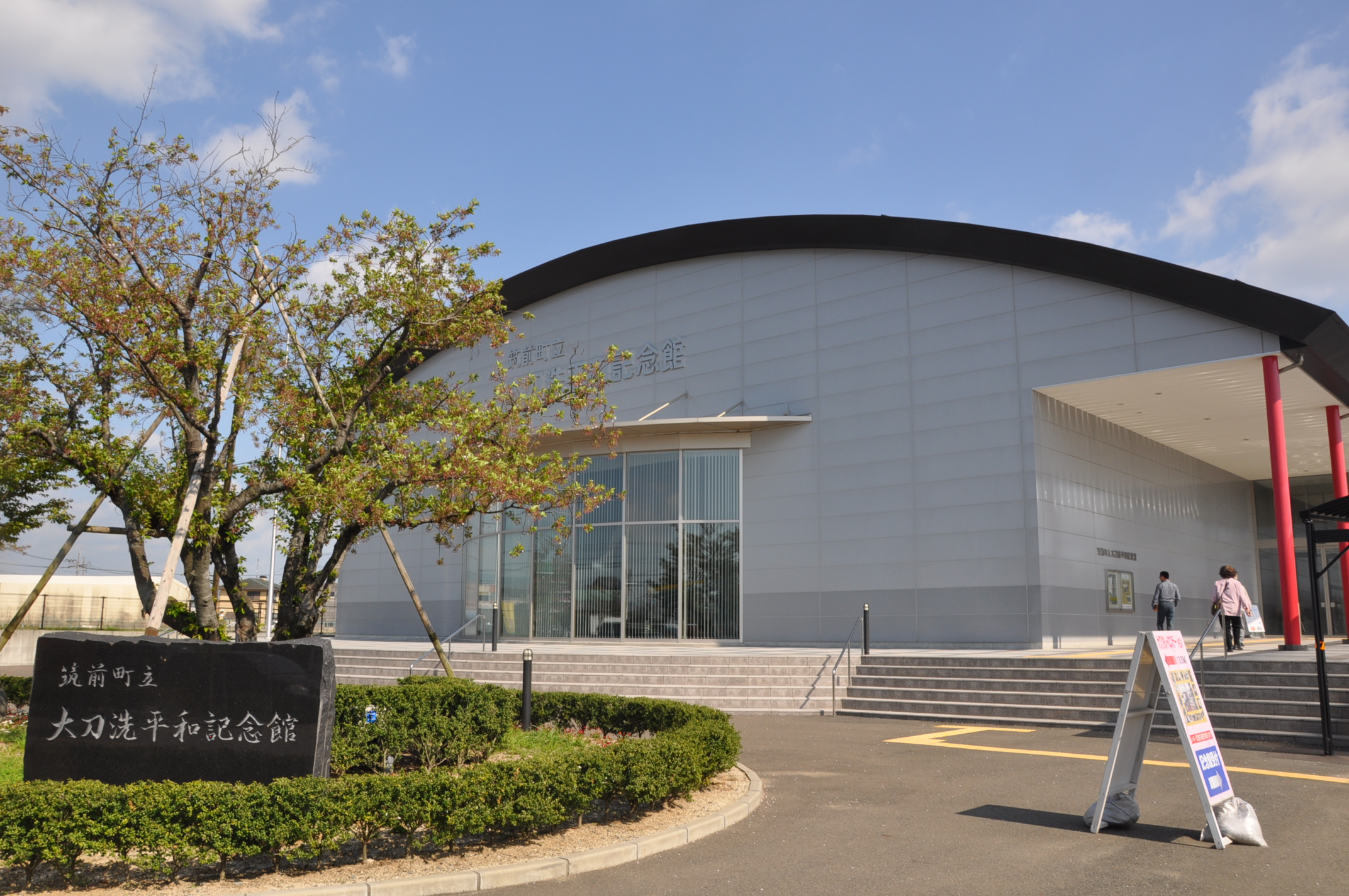
筑前町立大刀洗平和記念館
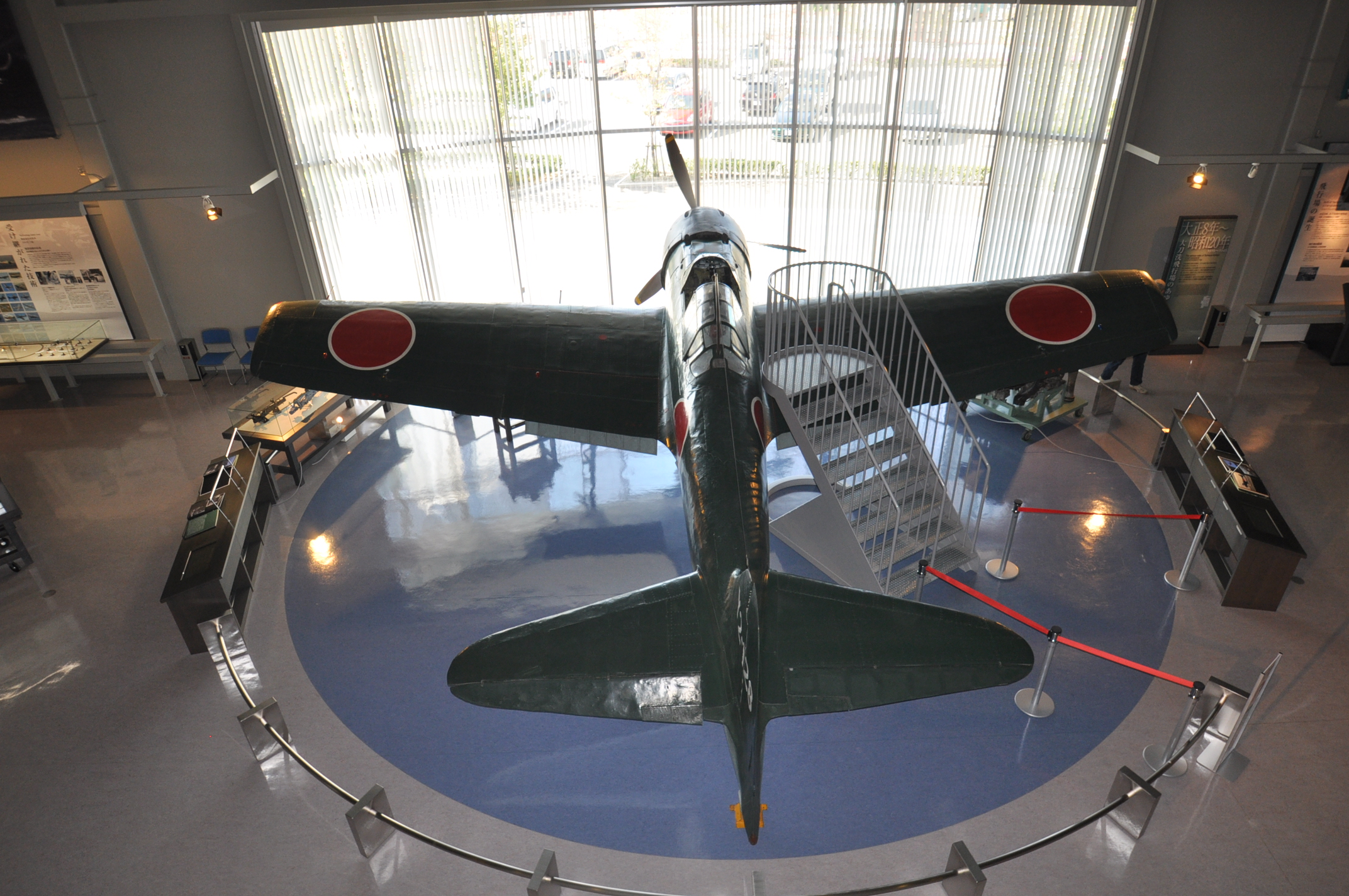
零式艦上戦闘機32型（大刀洗平和記念館）

## バス路線
駅前ロータリーに甘木観光バスが乗り入れる。
- 甘木観光バス - 三輪小学校前・めくばーる・三輪それり・甘鉄甘木駅方面
- 臨時バス　キリンビール福岡工場が、春はポピーのシーズン、秋はコスモスのシーズンに合わせて、太刀洗駅からキリンビール福岡工場間の臨時バスを運行している。

## 隣の駅
甘木鉄道
■甘木線
山隈駅 - 太刀洗駅 - 高田駅